# Rettenbachklamm

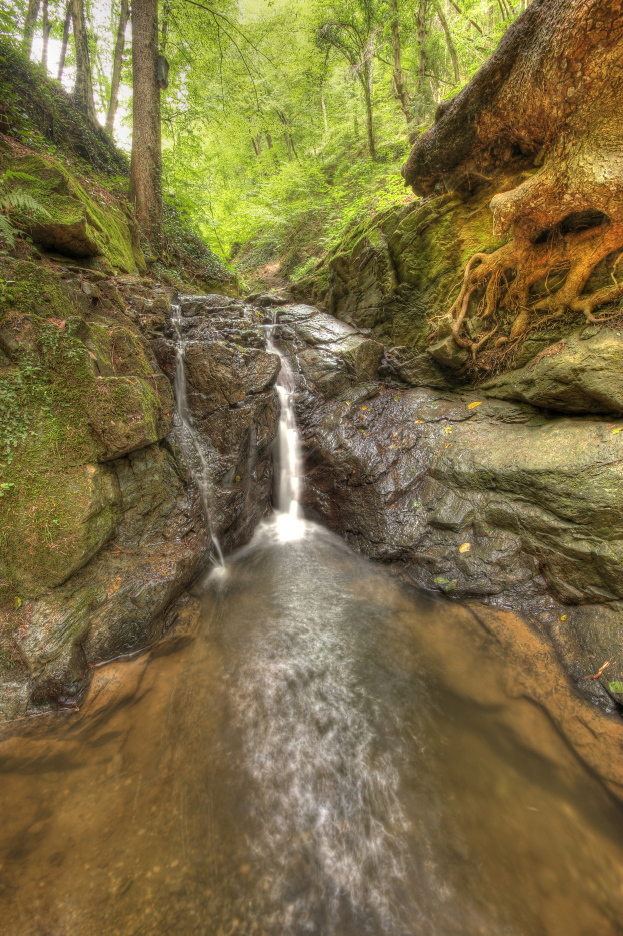
Rettenbachklamm

Die Rettenbachklamm, ein Talabschnitt des Rettenbachs (Steinbachs), ist die einzige Klamm im Grazer Stadtgebiet. Sie liegt zwischen Platte und Kogelberg und bildet ein beliebtes Ausflugsziel.

## Beschreibung
Eine Wanderung durch die kleine Schlucht  in abwechslungsreicher, naturräumlich ungewohnter Umgebung ist besonders reizvoll. Der Steig führt durch den krautreichen Schluchtwald entlang des Rettenbaches bis zum Weiler Wenisbuch. Durch die besonderen Klimaverhältnisse (kühle Sommer - milde Wintertemperaturen) in der Schlucht sind besonders die verschiedenen Farne und Moose beeindruckend und sehenswert. Sie ist ein Geschützter Landschaftsteil gemäß Steiermärkischem Naturschutzgesetz.
Nachdem der Klammweg im Sommer 2010 aufgrund von Unwetterschäden und Baufälligkeit gesperrt werden musste, fanden an diesem bis September 2012 umfangreiche Renovierungsarbeiten statt: Es wurden eingestürzte Brücken neu errichtet und Teile des Steigs trockengelegt. Wiedereröffnet wurde die Klamm am 30. September 2012.

## Erreichbarkeit
Die Rettenbachklamm ist mit der Straßenbahnlinie 1 in Richtung Mariatrost erreichbar. Nach dem Ausstieg an der Haltestelle Waldhof/Rettenbachklamm geht es zu Fuß ein Stück entlang des Fuß-/Radwegs Richtung Mariatrost, um dann links abbiegend zur Mariatroster Straße zu gelangen und diese zum Steingrabenweg zu überqueren, an dessen Ende sich der Einstieg zur Klamm befindet. Weil nur wenige Parkplätze für Autos vorhanden sind, empfiehlt sich eine Anreise mit dem Fahrrad (über Radroute R23 - Mariatroster Radweg).
Das Nordende der Rettenbachklamm ist zu Fuß etwa 15 Minuten von der Endstation der Straßenbahnlinie 1 sowie von Postbus Haltestellen entfernt. Vom Nordende der Klamm aus bieten sich die Platte, der Hauenstein oder die diversen Gaststätten in Wenisbuch für eine Verlängerung des Ausflugs an.

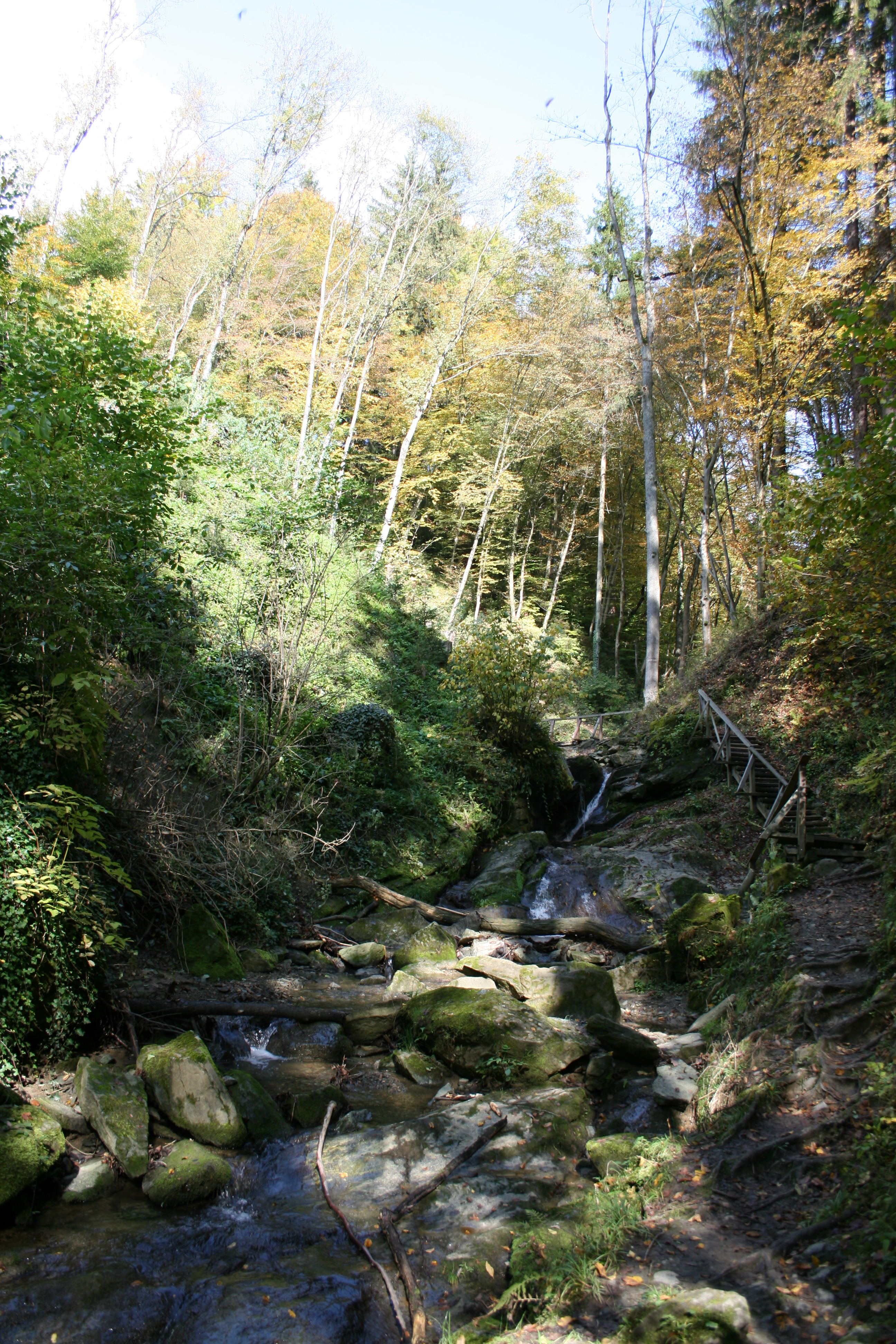
Rettenbachklamm
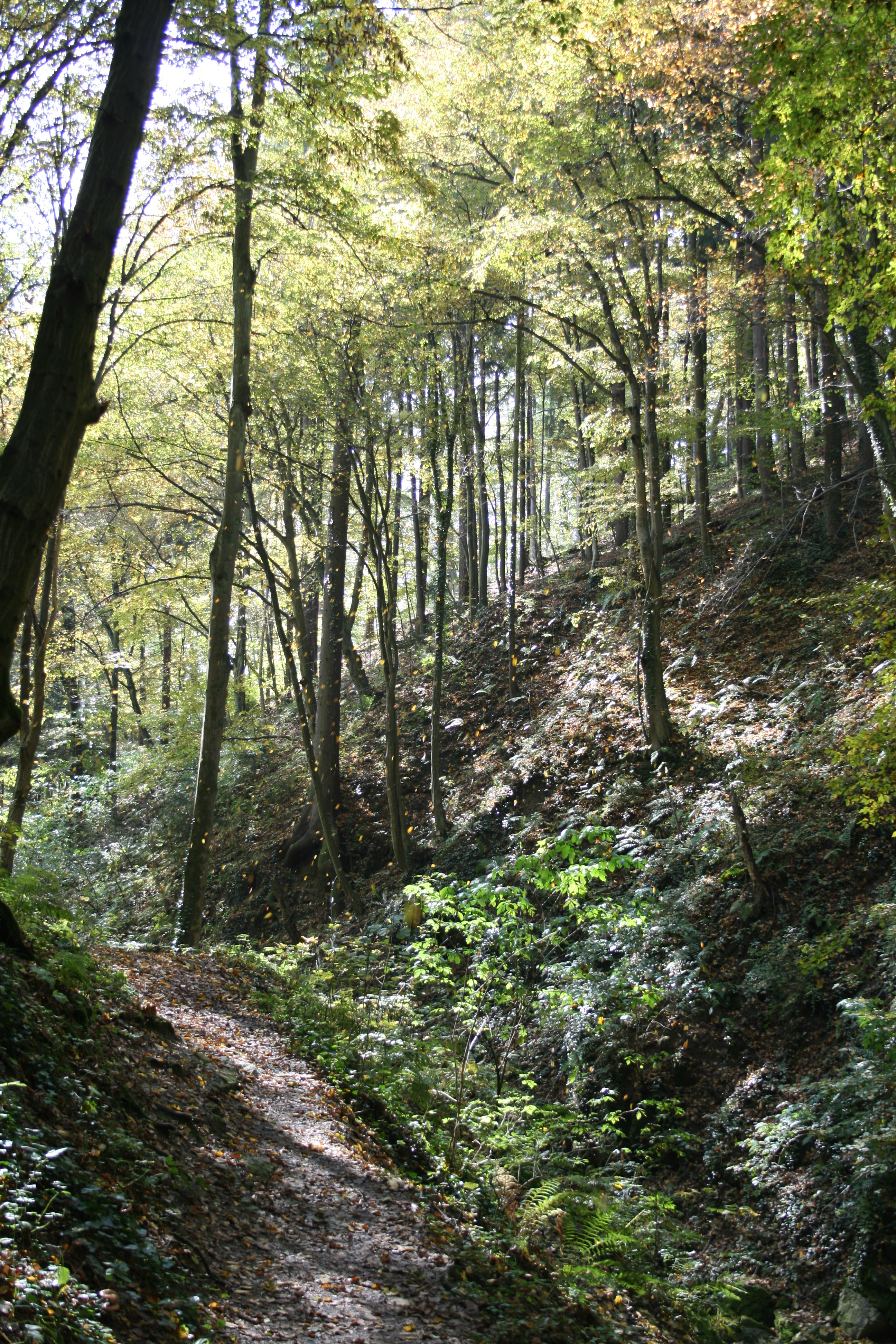
Schluchtwald
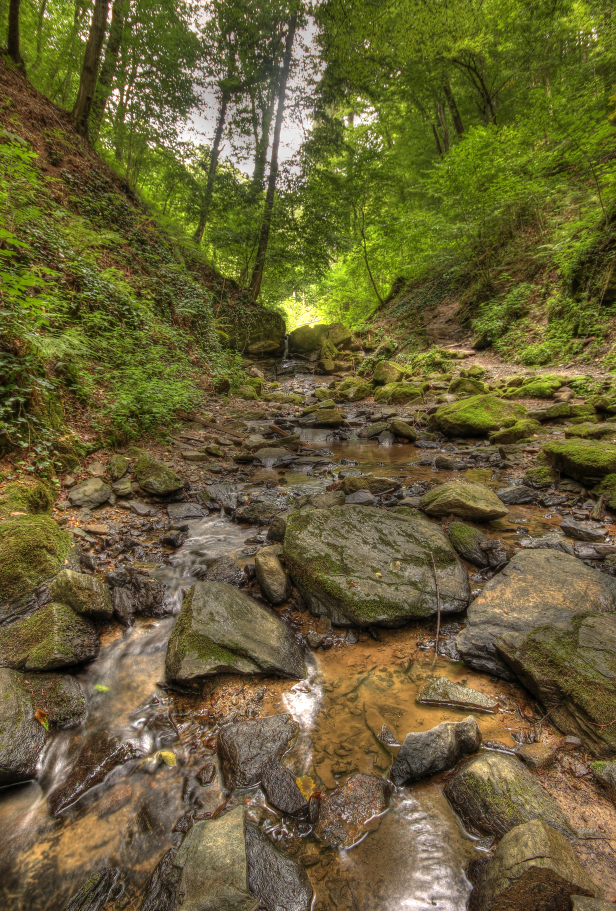
Rettenbachklamm
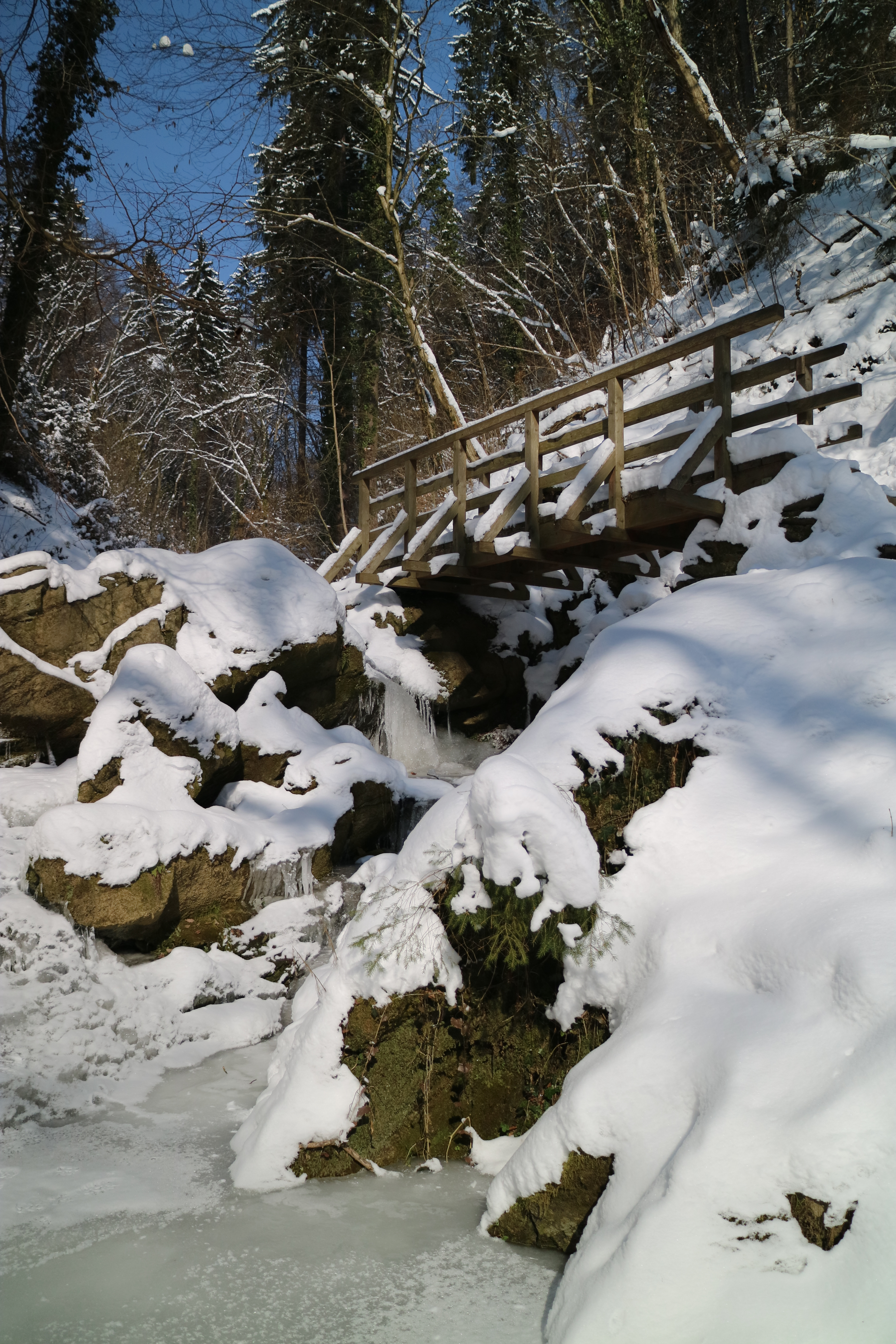
Die Klamm im Winter